# Roger McGuinn

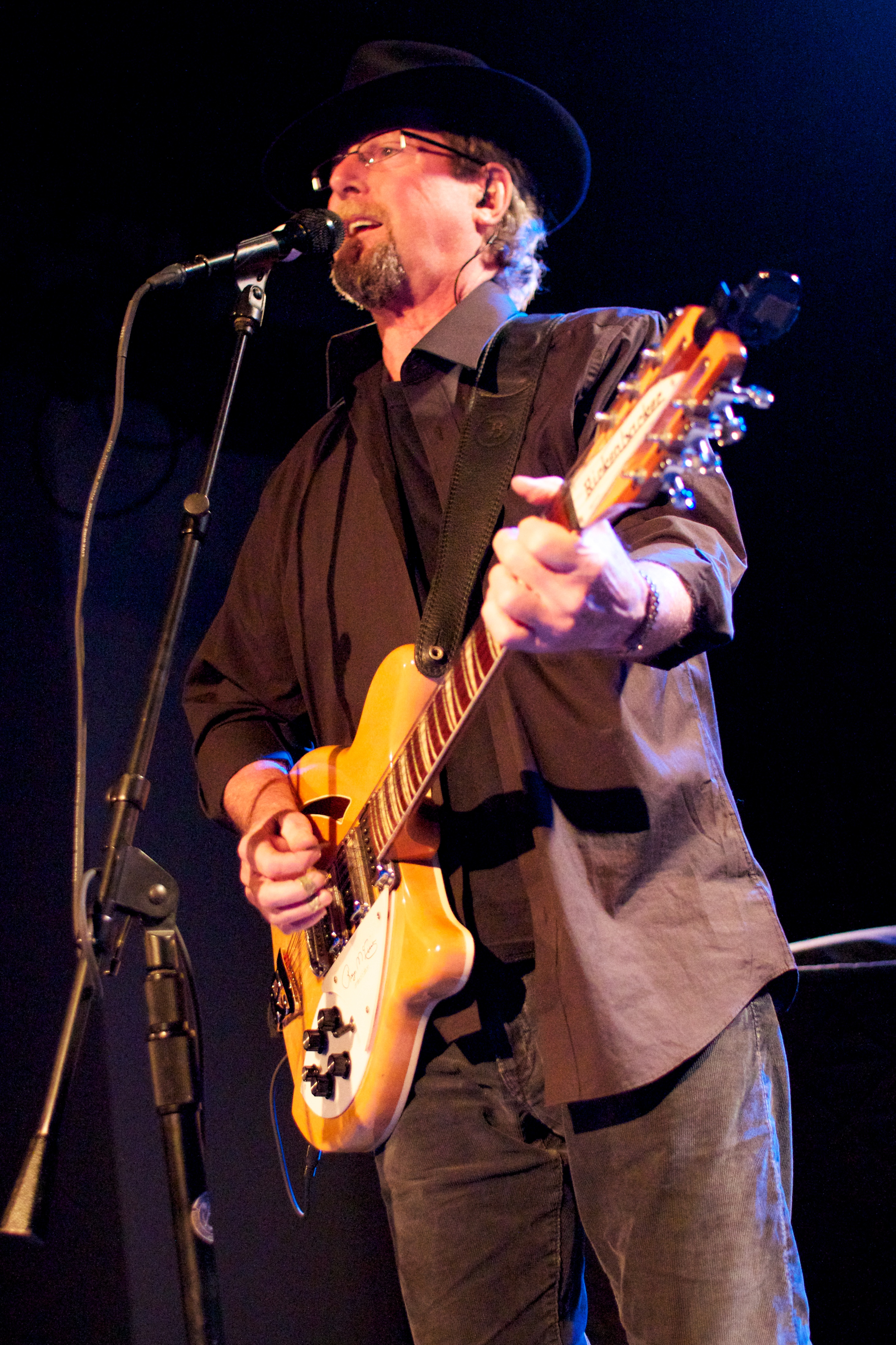
Roger McGuinn, 2011

Roger McGuinn, bis 1968 bekannt als Jim McGuinn (eigentlich James Joseph McGuinn; * 13. Juli 1942 in Chicago, Illinois), ist ein US-amerikanischer Musiker. Er war in den 1960er und 1970er Jahren eine der einflussreichsten Persönlichkeiten der amerikanischen Folkrock-Szene. Bekannt wurde er vor allem als Gründungsmitglied und Frontmann der Byrds.

## Leben

### Anfänge
McGuinns Eltern waren Journalisten und Buchautoren. Von Elvis Presley fasziniert, begann er im Alter von 14 Jahren Gitarre zu spielen. Durch einen Lehrer wurde er an die Folkmusik herangeführt. 1958 besuchte er die Old Town School of Folk Music in Chicago, wo er sein Gitarrenspiel weiterentwickelte und das fünfsaitige Banjo erlernte.
Seine ersten öffentlichen Auftritte hatte er in örtlichen Kaffeehäusern und Clubs. Die Folkgruppe Limeliters wurde auf das Talent aufmerksam und lud ihn nach Hollywood ein. Nachdem er sich als Jim McGuinn in der Szene einen Namen gemacht hatte (den Namen Roger nahm er erst 1968 an), wurde er vom Chad Mitchell Trio engagiert. Er blieb mehr als zwei Jahre bei der Gruppe und wirkte bei mehreren Schallplattenaufnahmen mit. 1962 schloss er sich Bobby Darin an. In diesen Jahren begann er mit dem Songschreiben. Als Sessionmusiker wirkte er bei Aufnahmen bekannter Musiker wie Judy Collins, Hoyt Axton und Tom & Jerry (den späteren Simon & Garfunkel) mit.
Im Jahr 1963 kam es zu einer musikalischen Umorientierung. Er wurde von den Beatles in deren Bann gezogen und trat eine Zeitlang als Imitator des Liverpooler Quartetts auf.

### Die Zeit bei den Byrds

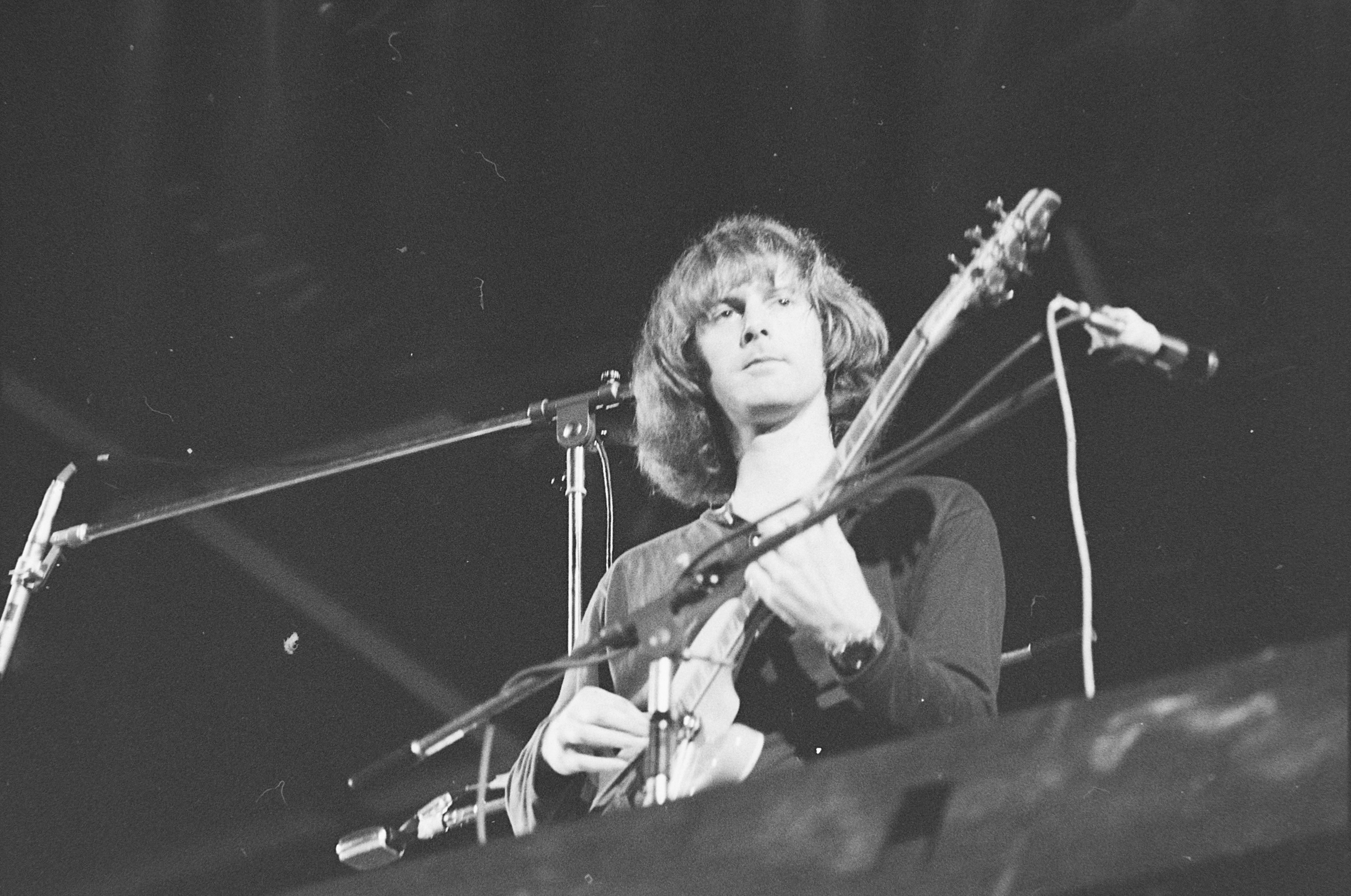
Roger McGuinn, 1970

Seine nächste Station war Los Angeles, wo er im Troubador-Club auftrat. Hier traf er Anfang 1964 auf Gene Clark und David Crosby, die ebenfalls einen Folk-Background hatten und sich für die Beatles begeisterten. Wenig später gründete man die Gruppe Jet Set, zu der bald darauf noch Chris Hillman und Michael Clarke stießen. Ende 1964 nannte man sich in The Byrds um. Die zwei Monate später eingespielte Single, eine Coverversion von Bob Dylans Mr. Tambourine Man, erreichte Platz eins der Charts und machte die Byrds weltweit bekannt.
McGuinn trug mit seiner 12-saitigen Rickenbacker-Gitarre entscheidend zum Sound der Byrds bei. Er galt als führender Kopf der Band, hatte aber oft Mühe, sich gegen Clark und Crosby durchzusetzen. 1968 wurde er vom musikalisch hochtalentierten und gleichermaßen egozentrischen Gram Parsons zeitweilig an den Rand gedrängt. Streitereien und häufiger Personalwechsel waren kennzeichnend für die Gruppe, die trotz abnehmender Verkaufs- und Hitparadenerfolge in der Folkrockszene über lange Jahre eine führende Rolle spielte und als musikalischer Trendsetter galt. Nach dem Ausscheiden Hillmans (1968) war McGuinn letztes verbliebenes Gründungsmitglied und alleiniger Inhaber der Namensrechte.
Im Jahr 1969 trug er zum Soundtrack des zum Kult avancierten Films Easy Rider zwei Songs bei: Zum einen eine Coverversion des Dylan-Songs It's Alright, Ma (I'm Only Bleeding) (die Dylan’sche Originalversion konnte aus rechtlichen Gründen nicht verwendet werden), zum anderen das Stück Ballad of Easy Rider, das in dem Film den Abgesang bildet. Beide Songs wurden nicht so bekannt wie Steppenwolfs Hymne Born to Be Wild, sind für den Film aber dramaturgisch bedeutender, da sie das tragische Ende und damit die Aussage des Films begleiten und transportieren. Zudem ist Ballad of Easy Rider der einzige Song des Films, der nicht bereits vorher veröffentlicht worden war, sondern eigens für den Film geschrieben wurde. Das Lied wurde schließlich auch von den Byrds im Oktober 1969 auf dem Album Ballad of Easy Rider veröffentlicht. Neben den beiden McGuinn-Songs enthielt der Soundtrack auch die Gerry-Goffin-/Carole-King-Komposition Wasn’t born to follow, die die Byrds bereits im Januar 1968 veröffentlicht hatten.
Anfang 1973 lösten sich die Byrds endgültig auf, fanden sich jedoch nochmals wenig später für kurze Zeit zur Produktion eines weiteren Albums zusammen.

### Gescheiterte Solokarriere
Sein erstes Soloalbum, das selbstproduzierte Roger McGuinn, erschien im August 1973. Es verkaufte sich ausgesprochen schlecht und erreichte nur Platz 137 der Billboard Album-Charts. Im folgenden Jahr unternahm er eine dreimonatige Tournee, in der er ohne Begleitband eigene Songs und Byrds-Klassiker vortrug. Mitte 1974 stellte er eine eigene Band zusammen, mit der er durch Europa tourte. Im Juli erschien sein zweites Album, Peace On You, das sich etwas besser verkaufte. Seine dritte Ehe scheiterte, er hatte mit Alkohol- und Drogenproblemen zu kämpfen und suchte nach religiöser Erleuchtung.
Per Zufall traf er 1975 in einem New Yorker Club auf Bob Dylan, der ihn einlud, an seiner nächsten Tournee teilzunehmen. Kurzentschlossen schloss er sich Dylans Rolling Thunder Revue an, die im Oktober desselben Jahres ihre legendäre Tournee startete. Mitwirkende waren unter anderem Joan Baez und Joni Mitchell. Erstmals seit langem konnte McGuinn wieder Erfolge feiern. Allerdings war sein viertes Soloalbum, das 1976 erschienene Cardiff Rose, erneut ein kommerzieller Fehlschlag, obwohl es von anerkannter musikalischer Qualität war.
Im Jahr 1977 gründete er die Band Thunderbyrd, die erst nach etlichen personellen Umbesetzungen musikalisch harmonierte. Die endgültige Besetzung umfasste den Gitarristen und Sänger Rick Vito, den Drummer Greg Thomas und den Bassisten und Sänger Charlie Harrison. Mit Thunderbyrd trat er am 23. Juli desselben Jahres bei der ersten Rockpalast Nacht des WDR auf.

### McGuinn, Clark & Hillman
Im September 1977 beschlossen Roger McGuinn und Gene Clark als Duo zusammenzuarbeiten; Ende des Jahres schloss sich Chris Hillman an. Nach einigen internationalen Tourneen erschien im Februar 1979 ihr erstes gemeinsames Album, McGuinn, Clark & Hillman. Es hatte nur wenig mit dem Sound der Byrds gemeinsam und wurde vom Publikum positiv aufgenommen. Nach der Produktion des zweiten Albums stieg Clark aus und McGuinn und Hillman arbeiteten für kurze Zeit als Duo weiter.

### Erneut als Solist
In den 1980er Jahren blieb McGuinn ohne Plattenvertrag, war aber unter anderem mit Bob Dylan oder als Solist live auf der Bühne aktiv. Außerdem wirkte er mehrfach bei Schallplattenaufnahmen befreundeter Musiker mit. Nach Jahren des religiösen Umherirrens wandte er sich endgültig dem Christentum zu. Ein lange geplantes Gospelalbum kam aber nicht zustande. Mit seiner vierten Ehefrau Camilla, die er 1978 beim Schauspielunterricht kennengelernt hatte, konnte er erstmals eine dauerhafte Beziehung eingehen.
Nachdem Gene Clark ohne Rücksprache den Namen Byrds verwendet hatte, fanden sich Crosby, McGuinn und Hillman noch einmal zu einer kurzzeitigen Reunion zusammen. Im Jahr 1991 veröffentlichte McGuinn mit Back From Rio ein bemerkenswertes Soloalbum, bei dem er von zahlreichen bekannten Musikern, darunter Hillman und Crosby, unterstützt wurde und das eine Reminiszenz an den Sound der Byrds darstellte. Auch in seinem Album Limited Edition (2004) setzte er auf die Musik, mit der er in den 1960er Jahren erfolgreich war.
Im Jahr 1995 begann er im Internet eine umfangreiche Sammlung von Folksongs, teils mit Erklärungen, Historie oder Anekdoten.
Der Rolling Stone listete McGuinn im Jahr 2011 auf Rang 95 der 100 größten Gitarristen aller Zeiten.

## Ausrüstung
Roger McGuinn spielt hauptsächlich eine 12-saitige Rickenbacker (360/12 bzw. später 370/12). Er kaufte sich die Gitarre, nachdem er in dem Film A Hard Day’s Night Beatles-Gitarrist George Harrison mit ihr gesehen hatte. Ihr charakteristischer Klang prägte einige Stücke des Albums A Hard Day’s Night (so etwa das Titelstück). Wichtig für McGuinns Sound ist außerdem die intensive Verwendung eines (Röhren)-Kompressors. Mit diesem Signal geht er im Studio direkt ins Mischpult, live verstärkte er sich anfangs mit einem Epiphone-Jazz-Combo-Verstärker, später mit einem Fender Dual Showman oder mit einem Roland Jazz Chorus JC-120. Wie viele Jazzgitarristen zieht McGuinn Flatwound-Gitarrensaiten auf. Er schlägt sie mit einem Plektrum und zusätzlich mit Fingerpicks auf Mittel- und Ringfinger an. Als Akustikgitarre setzt McGuinn eine eigens für ihn gebaute 7-saitige Martin (Martin HD-7) ein.

## Diskografie
The Limeliters: Tonight in Person (1961)

Chad Mitchell Trio: Mighty Day on Campus (1962) / The Chad Mitchel Trio at the Bitter End (1962)

The Byrds: Mr. Tambourine Man (1965) / Turn! Turn! Turn! (1965) / Fifth Dimension (1966) / Younger Than Yesterday (1967) / The Notorious Byrd Brothers (1968) / Sweetheart of the Rodeo (1968) / Dr. Byrds & Mr. Hyde (1969) / Ballad of Easy Rider (1969) / (Untitled) (1970) / Byrdmaniax (1971) / Farther Along (1971) / Byrds (1973)
- 1973 – Roger McGuinn (Columbia)
- 1974 – Peace on You (Columbia)
- 1975 – Roger McGuinn and Band (Columbia)
- 1976 – Cardiff Rose (Columbia)
- 1977 – Thunderbyrd (Columbia)

McGuinn, Clark & Hillman: McGuinn, Clark & Hillman (1979) – City (1980) 

McGuinn & Hillman: „McGuinn-Hillman“ (1981)
- 1991 – Back From Rio (Arista)
- 1991 – Born To Rock And Roll (Columbia)
- 1996 – Live From Mars (Hollywood)
- 2002 – Treasures from the Folk Den (Hypertension)
- 2004 – Limited Edition
- 2011 – CCD